# شمشیربازی در المپیک تابستانی ۱۸۹۶
شمشیربازی در بازی‌های المپیک تابستانی ۱۸۹۶ نام رویداد ورزش شمشیربازی در بازی‌های المپیک تابستانی بود که در سال ۱۸۹۶ برگزار شد. این مسابقات از سه بخش تشکیل شده بود که فقط برای مردان بود و از ۷ تا ۹ آوریل برگزار شد. در این مسابقات ۱۵ ورزشکار از ۴ کشور به رقابت با یک دیگر پرداختند.

## نتایج
| رویداد        | طلا                     | نقره                     | برنز                               |
| فلوره انفرادی | اوژن-آنری گراولوت (FRA) | آنری کالو (FRA)          | پریکلیس پیراکوس-ماورومیچالیس (GRE) |
| مسترز فلوره   | لئونیداس پیرگوس (GRE)   | ژوانی پرونه (FRA)        | -                                  |
| سابر انفرادی  | یوانیس گئورگیادیس (GRE) | تیلماخوس کاراکالوس (GRE) | هولگر نیلسن (DEN)                  |

## جدول مدال‌ها
| رتبه | کشورها  | طلا | نقره | برنز | مجموع |
| ۱    | یونان   | ۲   | ۱    | ۱    | ۴     |
| ۲    | فرانسه  | ۱   | ۲    | ۰    | ۳     |
| ۳    | دانمارک | ۰   | ۰    | ۱    | ۱     |

## کشورهای شرکت کننده
در این مسابقات ۱۵ ورزشکار از ۴ کشور به رقابت با یک دیگر پرداختند.
- اتریش (۱)
- دانمارک (۱)
- فرانسه (۴)
- یونان (۹)